# Bei'an
För andra betydelser, se Bei'an (olika betydelser).
Bei'an är en stad på häradsnivå som lyder under Heihes stad på prefekturnivå i Heilongjiang-provinsen i nordöstra Kina. Den ligger omkring 280 kilometer norr om provinshuvudstaden Harbin. 
Under den japanska lydstaten Manchukuo (1931-45) var Bei'an en av de orter som myndigheterna satsade på att bygga ut och staden fick då förbindelse med Östra kinesiska järnvägen.
Efter upplösningen av Manchukuo 1945 blev staden huvudort i Heilongjiang-provinsen fram till slutet på det kinesiska inbördeskriget 1949, då Qiqihar blev huvudstad i provinsen. Republiken Kinas regering i Taiwan anser dock fortfarande att Bei'an officiellt är provinshuvdstad i Heilongjiang.

## Källa
- Young, Louise (1998) (på engelska). Japan's total empire: Manchuria and the culture of wartime imperialism. Twentieth-century Japan ; 8. Berkeley: University of California Press. Libris 12466508. ISBN 0-520-21071-9